# Villanueva de Duero
Villanueva de Duero és un municipi de la província de Valladolid, a la comunitat autònoma de Castella i Lleó.

## Demografia
| 1991 | 1996 | 2001 | 2004 |
| ---- | ---- | ---- | ---- |
| 839  | 938  | 1001 | 1067 |